# Bakov nad Jizerou
Bakov nad Jizerou település Csehországban, a Mladá Boleslav-i járásban. Bakov nad Jizerou Bítouchov, Nová Ves u Bakova, Bělá pod Bezdězem, Mnichovo Hradiště, Kněžmost, Bílá Hlína, Dolní Stakory, Kosmonosy, Bradlec és Ptýrov településekkel határos. Lakosainak száma 5316 fő (2024. január 1.).

## Népesség
A település lakosságának változását az alábbi diagram mutatja:
| Lakosok száma | 3233 | 4065 | 4745 | 5020 | 4601 | 4978 | 5176 | 5156 | 4976 | 5316 |
|               | 1869 | 1900 | 1921 | 1961 | 1980 | 2011 | 2016 | 2019 | 2021 | 2024 |